# Централна кооперативна банка
 Тази статия е за българската банка.  За нейното подразделение вижте Централна кооперативна банка (Северна Македония).  
„Централна кооперативна банка“ АД (ЦКБ) е българска търговска банка със седалище в София. Към 2022 година има размер на активите 8,11 милиарда лева, собствен капитал 642 милиона лева и печалба 38,7 милиона лева.
ЦКБ е основана 28 март 1991 година от над 1000 кооперации заедно с Централния кооперативен съюз и неговите областни подразделения. През 1993 година получава лиценз за международни операции, а през 1999 година става публично акционерно дружество и втората банка с акции, търгувани на Българската фондова борса. През 2002 година 33% от акциите са придобити от холдинга „Химимпорт“, който след увеличаване на капитала през 2004 година става основният акционер в банката. През 2007 година открива свой клон в Кипър. През 2008 година купува северномакедонската „Силекс Банка“, която преобразува в Централна кооперативна банка (Северна Македония), а през 2011 година към нея е присъединена „Статер Банк“. През 2011 година банката придобива контролен пакет в банката АКБ „Татинвестбанк“ в Казан, Русия.